# Gare de Cité universitaire
La gare de Cité universitaire est une gare ferroviaire française de la ligne de Sceaux, située dans le 14earrondissement de Paris.
C'est une gare de la Régie autonome des transports parisiens (RATP) desservie par les trains de la ligne B du RER.

## Situation
La gare est située dans le parc Montsouris, perpendiculairement au boulevard Jourdan. Elle est située sur le tronçon central de la ligne RER B.

## Histoire
C'est une gare de l'ancienne ligne de Sceaux, ouverte par la Compagnie du Paris-Orléans sous le nom de Sceaux-Ceinture (en correspondance avec la ligne de la Petite Ceinture) en 1891, lors de la mise à voie normale de la ligne. La ligne traversait alors les fortifications de Paris à niveau.
Elle disposait d'un grand bâtiment à un étage de cinq travées.
La gare fut reconstruite peu avant 1937 lorsque la compagnie du Paris-Orléans céda la ligne à la Compagnie du Métropolitain de Paris (CMP). L'architecte fut Louis-Loÿs Brachet.
En 2017, selon les estimations de la RATP, 7 365 818 voyageurs sont entrés dans cette gare, ce qui la place en 10e position des gares de RER exploitées par la RATP pour sa fréquentation.

## Service des voyageurs

### Desserte
La gare est desservie par tous les trains du RER B depuis l'interconnexion nord-sud avec la SNCF en mai 1981.

### Intermodalité

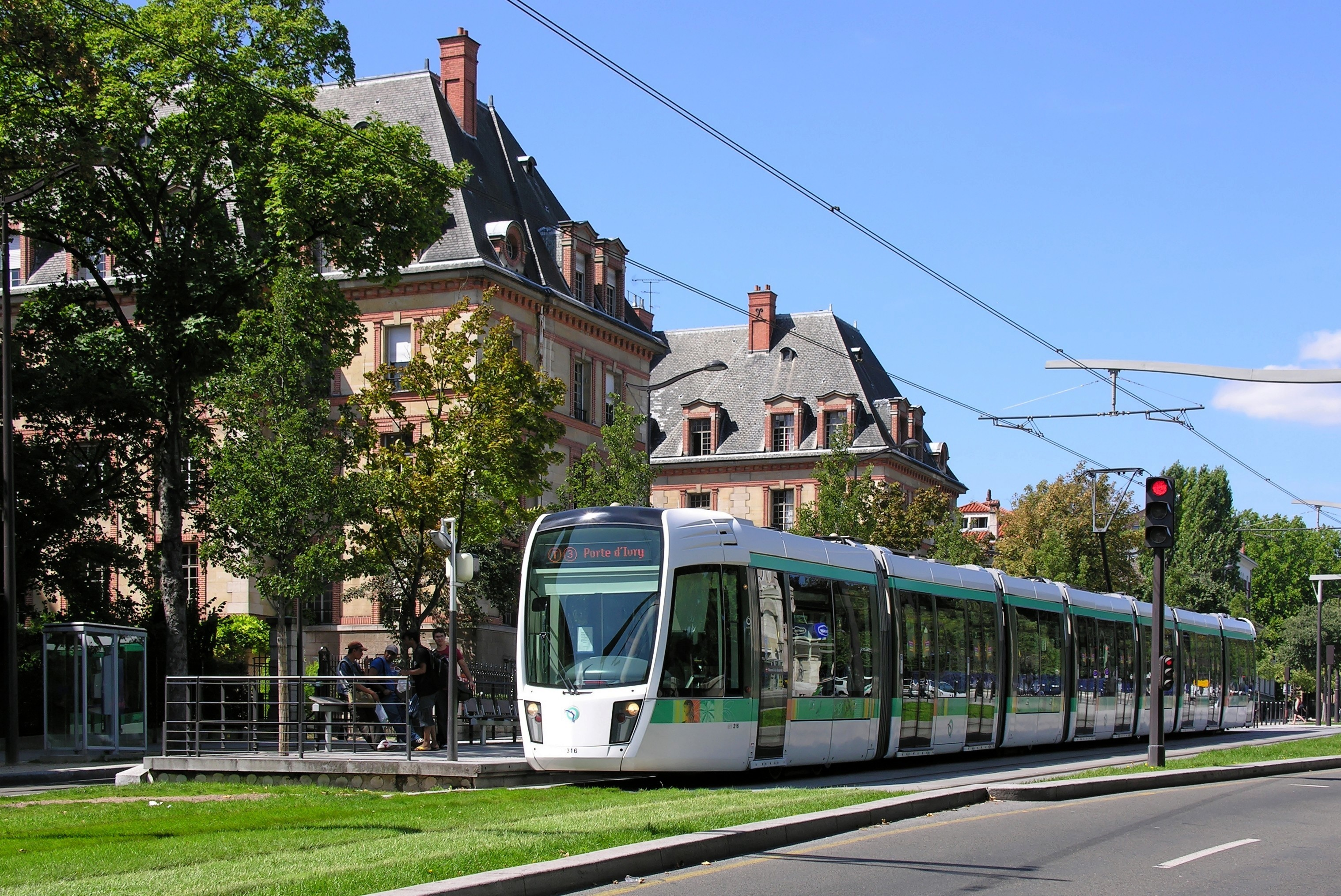
La station de tramway.

Depuis le 16 décembre 2006, la station, à quais décalés, Cité universitaire, une des stations du T3 (Tramway des Maréchaux Sud), devenue T3a le 15 décembre 2012, est implantée au milieu du boulevard Jourdan, en face de l'entrée principale de la Cité universitaire et de la sortie de la gare du RER.
Une correspondance est possible avec les lignes 21, 67, 216 et Orlybus (283) du réseau de bus RATP à la porte de Gentilly, à environ 400 mètres vers l'est.

## Projet
Une enquête publique a lieu au deuxième trimestre 2017 pour fluidifier les sorties de quai, notoirement encombrées aux heures de pointe. il est prévu entre 2019 et 2022 d'augmenter le nombre de valideurs de billets, la création d’un escalier mécanique pour la sortie vers le boulevard Jourdan depuis le quai n°2 (direction nord) et l’accessibilité pour les personnes souffrant de handicaps sensoriels ou cognitifs. Le projet en débat ne prévoit pas la création d'une sortie au nord de la station vers l'avenue Reille, comme demandé dès 2003 puis de nouveau en 2011 par une association de riverains et en 2019 par le Conseil de Quartier Monstouris-Dareau.

## À proximité
- Parc Montsouris
- Cité internationale universitaire de Paris

Galerie de photographies
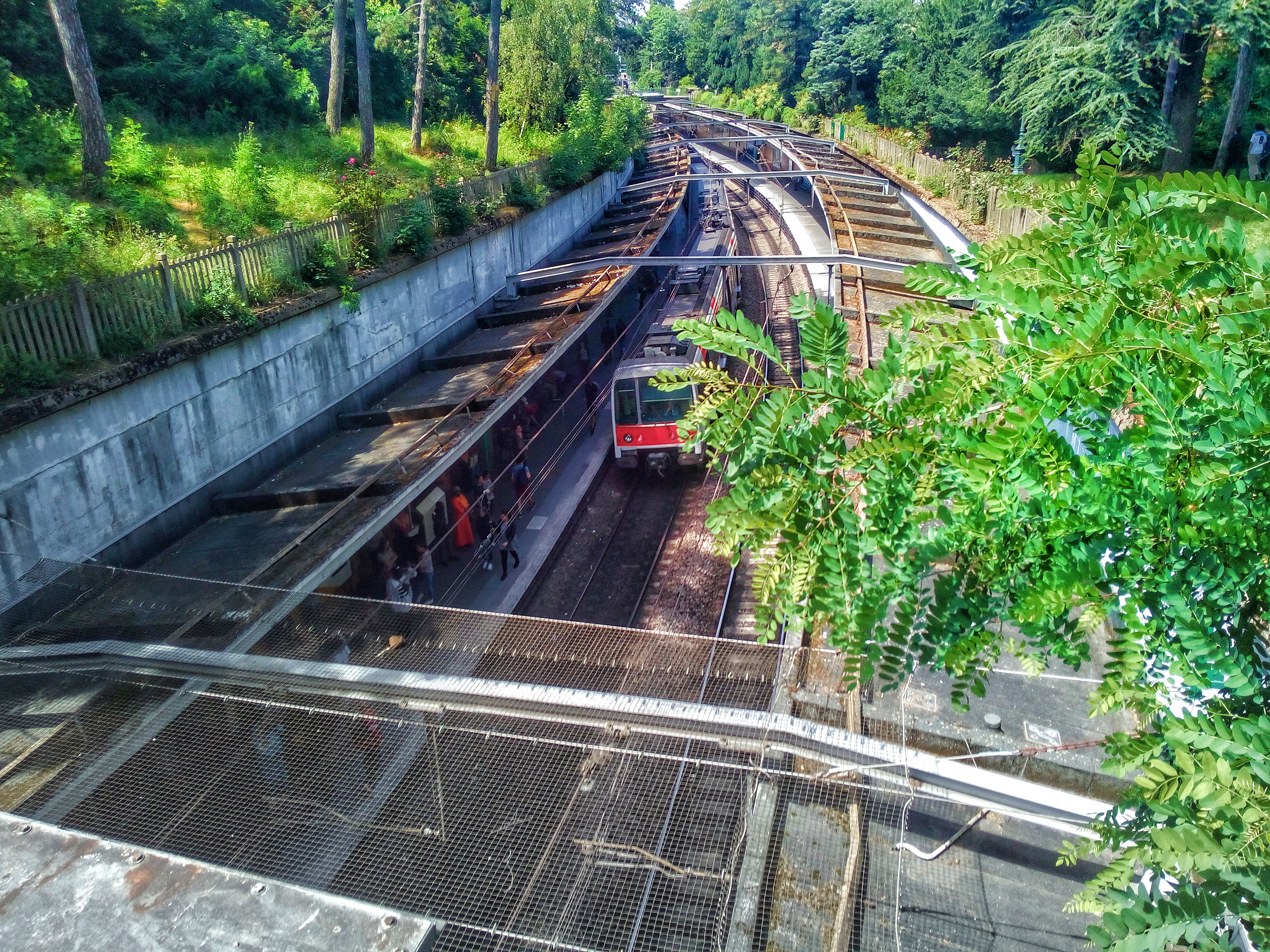
La gare au milieu du parc en regardant vers le nord.
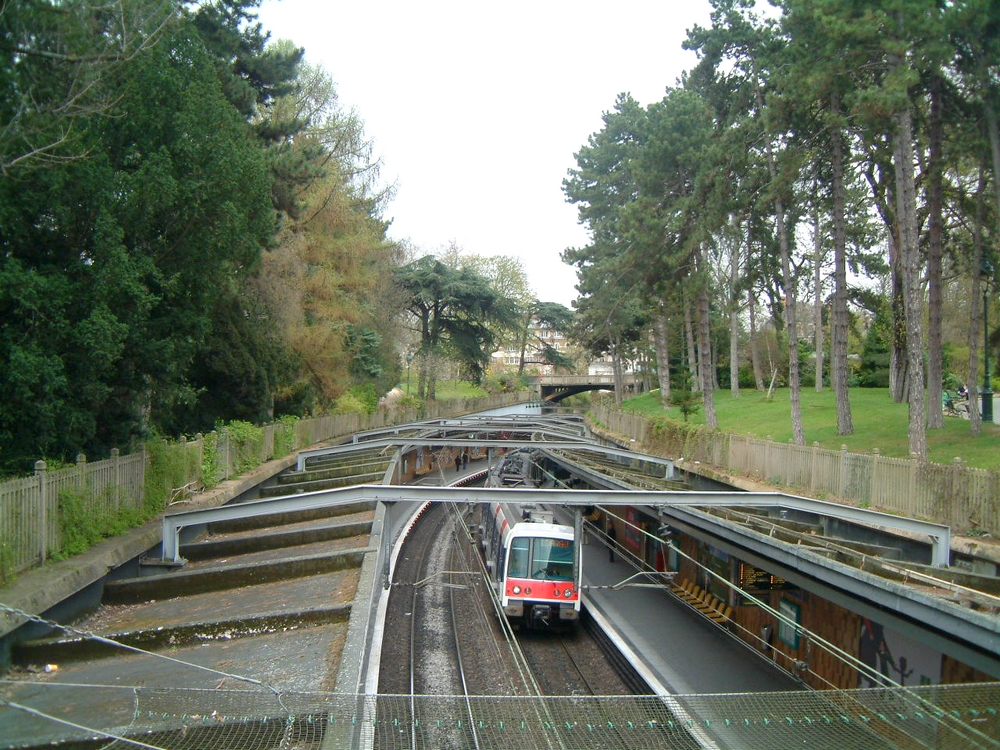
La gare au milieu du parc en regardant vers le sud.
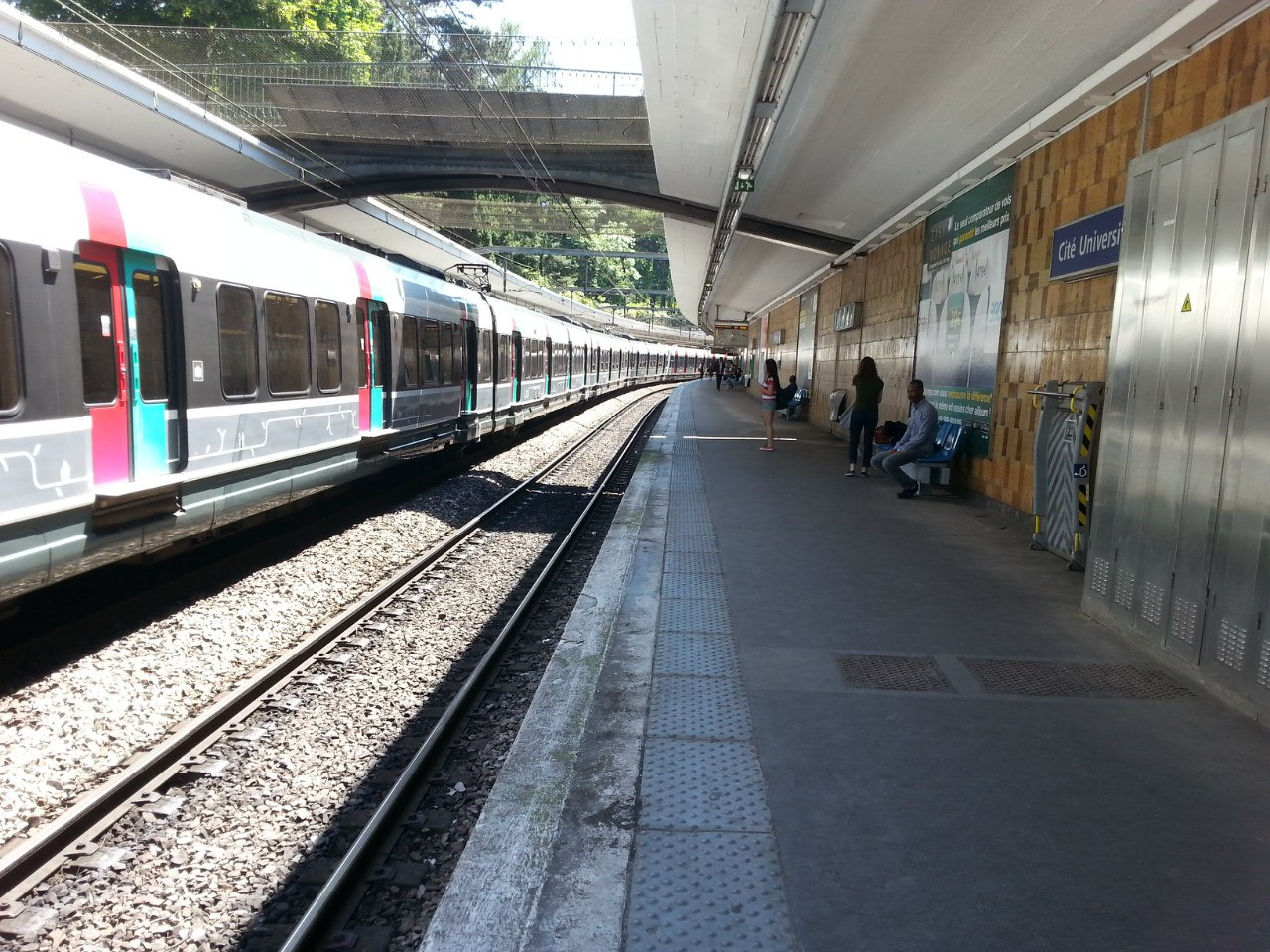
MI 79 vers Massy - Palaiseau.
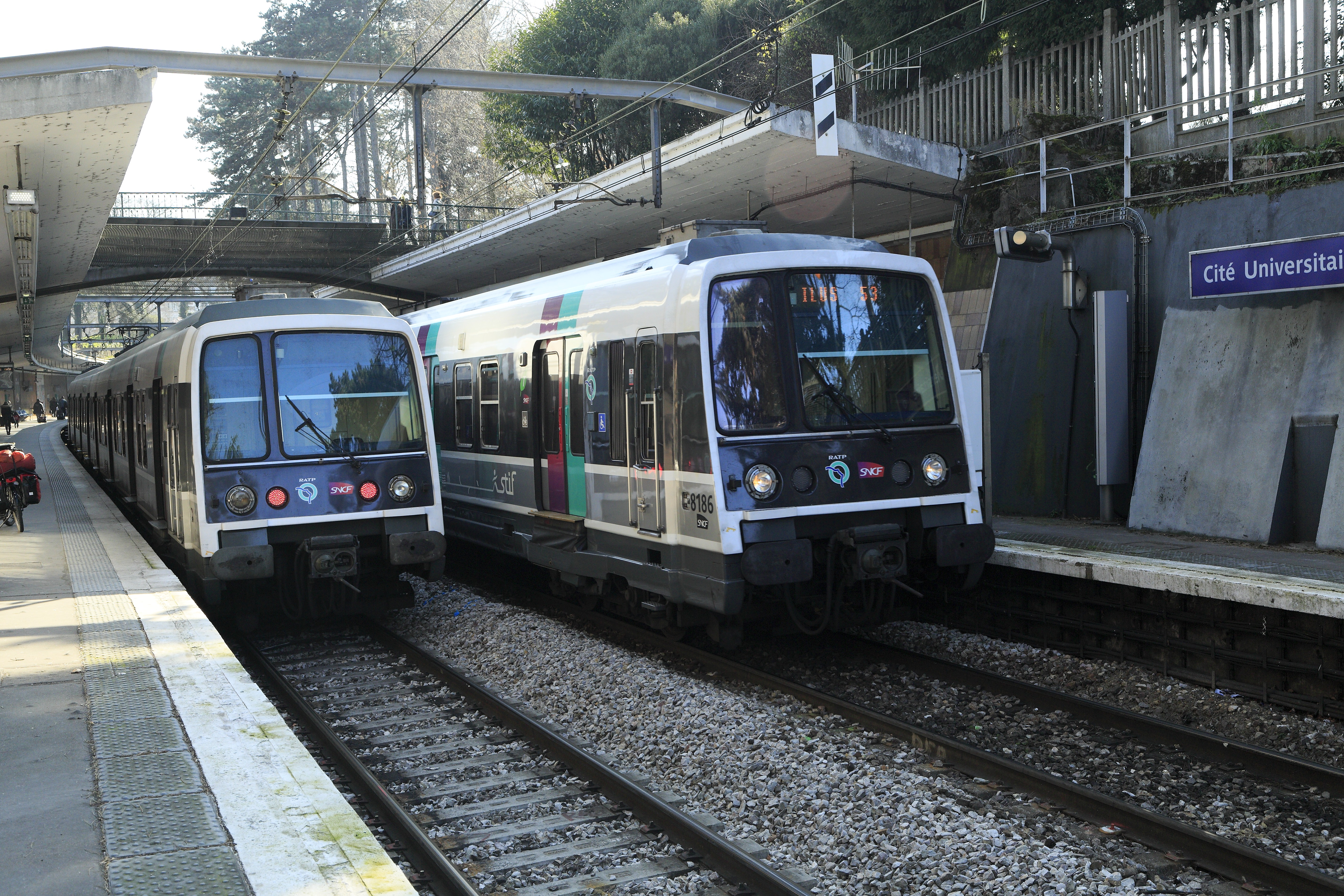
Deux rames MI 79 rénovées.